# Radhu Karmakar
Radhu Karmakar (1919 – 5 ottobre 1993) è stato un direttore della fotografia e regista indiano.

## Filmografia

### Direttore della fotografia
- Jwar Bhata, regia di Amiya Chakrabarty (1944)
- Awaara, regia di Raj Kapoor (1951)
- Shree 420, regia di Raj Kapoor (1955)
- All'erta (Jagte Raho), regia di Amit Mitra e Sombhu Mitra (1956)
- Sangam, regia di Raj Kapoor (1964)
- Aman, regia di Mohan Kumar (1967)
- Sapnon Ka Saudagar, regia di Mahesh Kaul (1968)
- Mera Naam Joker, regia di Raj Kapoor (1970)
- Be-Imaan, regia di Sohanlal Kanwar (1972)
- Bobby, regia di Raj Kapoor (1973)
- Sanyasi, regia di Sohanlal Kanwar (1975)
- Dhoop Chhaon, regia di Prahlad Sharma (1977)
- Satyam Shivam Sundaram: Love Sublime, regia di Raj Kapoor (1978)
- Love Story, regia di Rajendra Kumar (1981)
- Prem Rog, regia di Raj Kapoor (1982)
- Ram Teri Ganga Maili, regia di Raj Kapoor (1985)
- Adventures of Tarzan, regia di Babbar Subhash (1985)
- Dance Dance, regia di Babbar Subhash (1987)
- Commando, regia di Babbar Subhash (1988)
- Pyar Ke Naam Qurban, regia di Babbar Subhash (1990)
- Henna, regia di Randhir Kapoor (1991)
- Param Vir Chakra, regia di Ashok Kaul (1995)

### Regista
- Jis Desh Men Ganga Behti Hai (1960)

## Premi
- Filmfare Awards
  - 1957: "Best Cinematographer" (Shree 420)
  - 1972: "Best Cinematography - Color" (Mera Naam Joker)
  - 1979: "Best Cinematography (Technical Award)" (Satyam Shivam Sundaram)
- National Film Awards
  - 1971: "Silver Lotus Award - Best Cinematography (Color)" (Mera Naam Joker)